# Леон (Іспанія)
Лео́н (ісп. León) — місто і муніципалітет в Іспанії, автономія Кастилія і Леон, провінція Леон, комарка Леонська земля. Адміністративний центр провінції. Розташоване на північному заході країни. Засноване близько 29 року до н.е. як військовий табір римського VI легіону, який брав участь у Кантабрійських війнах, фінальній стадії римського завоювання Іспанії. У І — V ст. було великим військовим центром римських провінції Тарраконіка і Галлеція. Близько 586 року ввійшло до складу Вестготського королівства, але 715 року завойоване мусульманами. 856 року визволене християнами Астурії, король якої Альфонсо III Великий 910 року перетворив місто на столицю Леонського королівства. Бурхливо розвивалося у ХІІІ—XV ст., але вступило у добу занепаду в ранньому новому часі. Під час громадянської війни в Іспанії 1936 року підтримало республіканців. Головна окраса міста — Леонський собор. Місто входить до паломницького маршруту «Шлях святого Якова». Площа — 39,03 км². Населення міста — 127 817 осіб (2015).

## Назва
- Лео́н (ісп. León, МФА: [leˈon]) — сучасна назва.
- Ка́стра-Легіо́ніс, або Легіо́нські Табори́ (лат. Castra Legionis) — назва римської доби[1].
- Ле́гіо (лат. Legio) — пізня латинська назва, від якої походить сучасна назва міста.
- Лейон (ісп. Leyone, Leyón) — середньовічна назва, в якій g стало вимовлятися м'яко.
- Леа́н (порт. Leão) — португальська назва.
- Ліо́н (леон. Llión) — леонська назва.

## Історія

### Античність
Місто Леон було засновано близько 29 року до н.е. як військовий табір римського VI легіону, який брав участь у Кантабрійських війнах (29—19 до н.е.) імператора Октавіана Августа, фінальній стадії римського завоювання Іспанії. Табір розташовувався на узвишші між річками Бернесга і Торіо, поблизу астурійського міста Лансія. Він захищав римські володіння у північно-західній Іспанії від нападів кантабрів і астурів, а також охороняв важливий промисловий шлях, яким римляни вивозили місцеве золото з копалень Лас-Медулас до Рима.
74 року табір став постійною дислокацією римського VII легіону, набраного імператором Гальбою з місцевих іспанців в 69 році. Поселення легіонерів залишалося найбільшим військовим осередком Іспанії до падіння Західної Римської імперії в 476 році. Воно називалося Легіонські табори (лат. Castra Legionis), від якого походить назва сучасного міста Леон. 
До ІІІ ст. Леон входив до складу римської провінції Тарраконська Іспанія зі адміністративним центром у Астуриці-Августі (сучасна Асторга), й підпорядковувався Астурійському конвенту цієї провінції. Після виокремлення Галлецької провінції з центром у Бракарі-Августі, Астурійський конвент і місто перепорядкували їй.
Від Леону римських часів залишилися міські мури ІІІ — IV ст., які свідчать про розміри міста. Археологічні дослідження засвідчили, що тут були бані на термальних водах, руїни яких видно біля Леонського собору, а також амфітеатр на 5 тисяч глядачів, під сучасною вулицею Каскалеріяс.

### Середньовіччя
Після падіння Західної Римської імперії місто Леон залишалося одним із найбільших і найкраще укріплених осередків романізованого населення регіону. Протягом IV—VI ст. леонці відбивали напади варварські навали вандалів, свевів, аланів і готів. Проте між 569 і 586 роками готський король Леовігільд зміг здобути місто й приєднав його до складу Вестготського королівства. Завойовники зберегли Леон і, на відміну від багатьох інших міст півострова, дозволили його мешканцями зберегти міські укріплення. Проте, як свідчать дані археології VI—VIII ст., розміри міста зменшилися, на що вказує скорочення житлової площі.
Під час арабського завоювання Вестготського королівства, між 712 і 715 року Леон було захоплено арабами і берберами, які за декілька років заволоділи практично всією Іспанією. Вони перетворили місто на центр прикордонного району, що захищав мусульманські завоювання від крихітного християнського королівства в Астурії. У місті ненадовго оселилися бербери, проте під час великого берберського повстання 740 року проти арабів вони покинули його, примусово забравши із собою частину мешканців. Оборонна функція Леона занепала настільки, що 754 року астурійський король Альфонсо I спромігся ненадовго захопити місто і, так само, переселив його жителів до глибинних земель свого королівства.
В 910 році місто стало столицею новоствореного Леонського королівства. З XVI по XIX століття місто знаходилося у занепаді, його населення впало, але воно знову почало рости у 1960-тих роках завдяки міграції з сільської місцевості.

## Адміністративний поділ
Місто Леон поділяється на 36 районів (ісп. barrios):
- Centro
- Casco Antiguo / Casco Histórico
- Área 17
- Armunia
- Cruce de Armunia
- El Crucero
- El Ejido
- Ensanche
- Eras De Renueva
- Ferral
- La Asunción
- La Chantría
- La Lastra
- La Palomera
- La Sal
- La Torre
- La Vega
- La Victoria
- Las Ventas
- Obra Sindical Del Hogar
- Oteruelo De La Valdoncina
- Paraíso-Cantinas
- Patronato Viviendas Militares
- Pinilla
- Puente Castro
- San Andrés del Rabanedo
- San Claudio
- San Esteban
- San Lorenzo
- San Mamés
- San Marcelo
- San Marcos
- San Martín
- San Pedro
- Santa Ana
- Santa Marina
- Santa Olaja
- Polígono 10
- Trobajo Del Cerecedo
- Trobajo Del Camino
- Villabalter

## Політика

### Міська рада
Леонська міська рада станом на 2019 рік.
|  | Партія                                   | %     | Депутати |
|  | ---------------------------------------- | ----- | -------- |
|  | Іспанська соціалістична робітнича партія | 31,20 | 10       |
|  | Народна партія                           | 29,61 | 9        |
|  | Громадяни                                | 13,98 | 4        |
|  | Союз леонців                             | 9,42  | 3        |
|  | Можемо!                                  | 5,35  | 1        |

### Мери
- 2007-2011:	Francisco Fernández Álvarez (Іспанська соціалістична робітнича партія)
- 2011-2015:	Emilio Gutiérrez Fernández (Народна партія)
- 2015-2019:	Antonio Silván Rodríguez (Народна партія)
- 2019-2023:	José Antonio Díez Díaz (Іспанська соціалістична робітнича партія)

## Релігія
- Центр Леонської діоцезії Католицької церкви.
- Леонський собор (ХІІІ—XIV ст.)

## Освіта
- Леонський університет (1979)

## Транспорт
- Леон (аеропорт) (1924)
- Леонський вокзал (2011)

## Туристичні об'єкти
- Площа Сан-Маркос на березі річки Бернесга біля моста Сан-Маркос з монастирем і готелем-госпіталем для паломників,
- Площа Санто-Домінго з церквою Сан-Марсело і палацами Каса-де-лос-Ботінес і Гусманес,
- Сквер Сіда,
- Романська базиліка Сан-Ісідро,
- Епископский палац.

## Міста-побратими
- Браганса, Португалія[5]
- Порту, Португалія[6]
- Леон, Мексика[7]
- Воронеж, Московія[7]
- Дублін, Ірландія[7]
- Шянгтан, Китай[8]
- Кордова, Іспанія[9]
- Шартр, Франція[9]

### Монографії
- La historia de León: in 4 v. León: Universidad de León, 1999.
  - Vol. 1: Prehistoria, Edad Antigua / Manuel Abilio Rabanal Alonso . ISBN 84-7719-817-9
  - Vol. 2: Edad Media / César Álvarez Álvarez . ISBN 84-7719-771-7
  - Vol. 3: Edad Moderna / Laureano M. Rubio Pérez . ISBN 84-7719-792-X
  - Vol. 4: Época Contemporánea / Francisco Carantoña Álvarez . ISBN 84-7719-820-9